# Nativ (Israelische Organisation)
Nativ (hebräisch נָתִיב Natīv, deutsch ‚Pfad‘), früher Bilu genannt, ist eine israelische Behörde im Geschäftsbereich des Stabsamts des Premierministers. Die Behörde betreibt Kulturarbeit in den Ländern Osteuropas und stellt die Verbindung des historischen und heutigen jüdischen Lebens in der Diaspora mit dem Staat Israel her. Behördenleiterin ist Neta Briskin-Peleg.
Nativ war ursprünglich eine israelische Geheimdienstorganisation, die sich mit Kontakten und Ausreise von Juden aus der Sowjetunion und anderen Ostblockländern befasste. Heute betreut sie Juden in Osteuropa und Nachfolgestaaten der Sowjetunion und liefert ihnen Informationen zu Israel. Der Dienst ist direkt dem Ministerpräsidenten unterstellt. Sie wurde im März 1951 nach Auflösung von Mossad leʿAlija Bet gegründet. Ihr erster Deckname war Verbindungsbüro (לִשְׁכַת הַקֶּשֶׁר Lischkat haQescher) und erster Direktor Schaʾul Avigur. Das Hauptquartier war in Tel Aviv, mit zeitweise rund 500 Mitarbeitern.

## Geschichte
Die Vorgängerorganisation Mossad leʿAlija Bet war in Palästina vor der Errichtung des Staates Israel aktiv und schmuggelte Juden ins britische Mandatsgebiet Palästina. 1952 wurde „Nativ“ auf Initiative von Premierminister David Ben-Gurion gegründet, um die Verbindung zwischen dem Staat Israel und den Juden in Diaspora zu halten.
Sie versorgten die Juden in Osteuropa auch mit Informationen, mit Material zur Religionsausübung und Hebräisch-Unterricht. Neben ihrer Aktivität für die Emigration und Betreuung von Juden in Osteuropa wurden sie im Lauf der Zeit aber auch fester Bestandteil des israelischen Geheimdienstapparats in Osteuropa und führten dort auch Geheimdienstoperationen aus. 1961 gründeten sie eine Untereinheit Bar, die auch aus den USA Unterstützung erhielt (u. a. CIA), und international öffentlichen Druck auf die Sowjetunion ausübte, um sogenannten Refuseniks eine Emigration nach Israel zu ermöglichen.
Nativ hatte Vertreter bei israelischen Botschaften weltweit und lieferte den USA als Gegenleistung für deren Unterstützung auch Informationen aus dem Ostblock. Das geschah unabhängig vom Mossad. Vor dem Sechstagekrieg, in dessen Folge die diplomatische Vertretung Israels im Ostblock eingeschränkt war, hatte Nativ auch Vertreter an den israelischen Botschaften im Ostblock.
Sie organisierten die Ausreise von Juden aus Rumänien durch Bestechung hoher Beamter einschließlich Präsident Ceaușescu.
Nach dem Ende der Sowjetunion und des kommunistischen Ostblocks setzten sie ihre Tätigkeit in geringerem Umfang fort, so bei der Evakuierung von Juden im georgischen Suchumi im September 1992, als dieses von Moslemrebellen angegriffen wurde. Im selben Monat erfolgte eine Evakuierung unter ähnlichen Umständen aus Duschanbe in Tadschikistan. Danach wurde der Dienst schrittweise abgebaut.
Im Jahre 2000 wurde die Forschungs- und Nachrichtenabteilung dem Mossad angegliedert. Die Hauptaufgabe waren nun die Betreuung von jüdischen bzw. israelischen Kulturzentren in ehemaligen Ostblockstaaten und die Verbindung zu in diesen Ländern lebenden Juden, die auch mit Informationen über Israel versorgt werden.
Direktorin ist 2019 Neta Briskin-Peleg.